# Peter Sorge

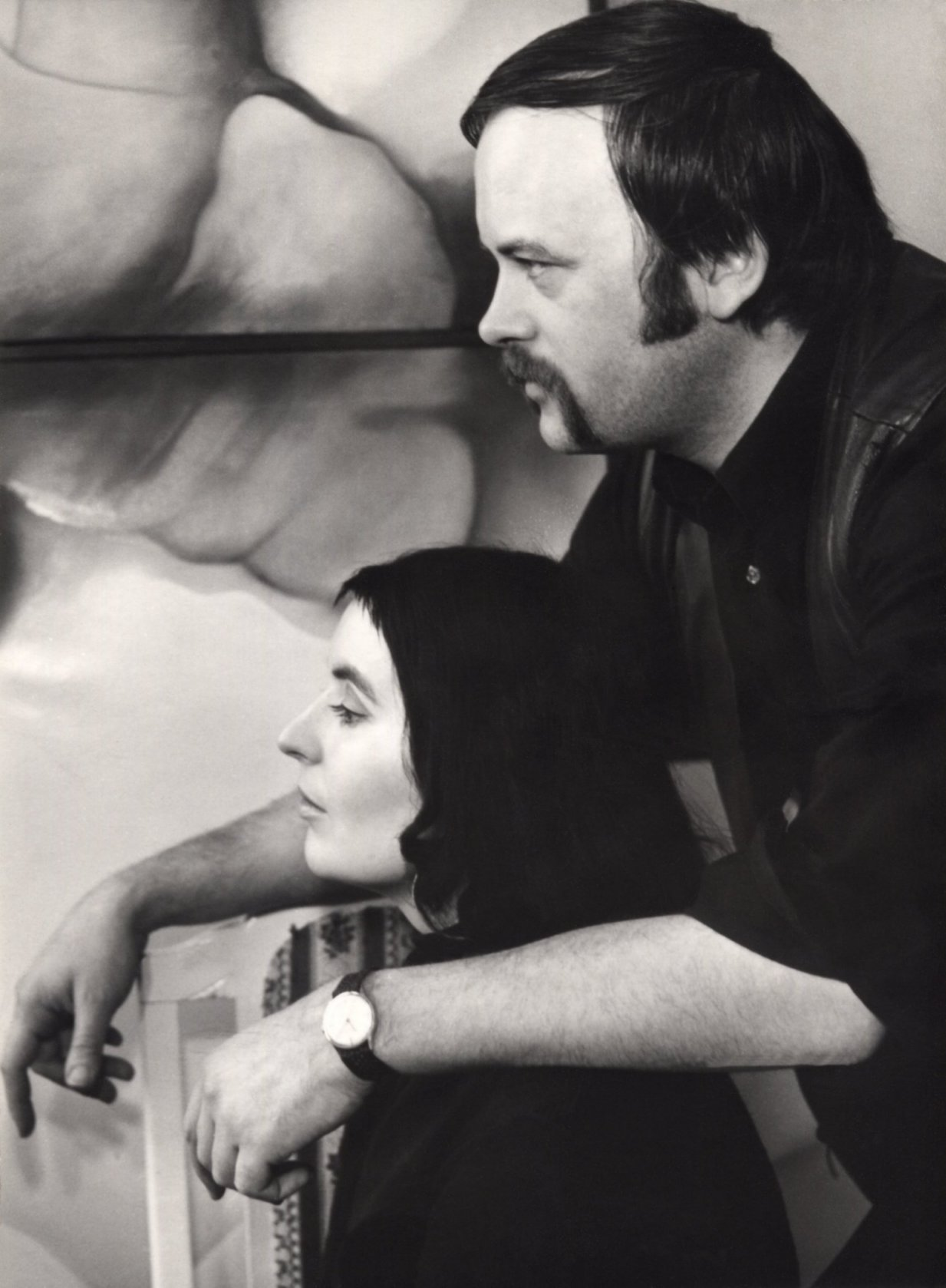
Maina-Miriam Munsky und Peter Sorge, 1971

Peter Sorge, Längsbinder, 1966

Peter Sorge, Heißer Sommer I, 1967

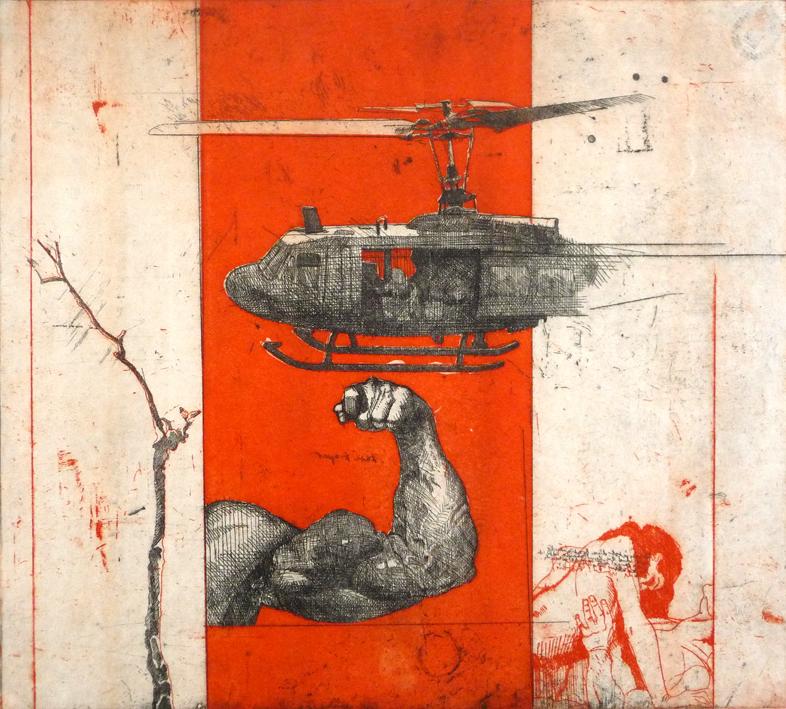
Peter Sorge, Heißer Sommer II, 1967

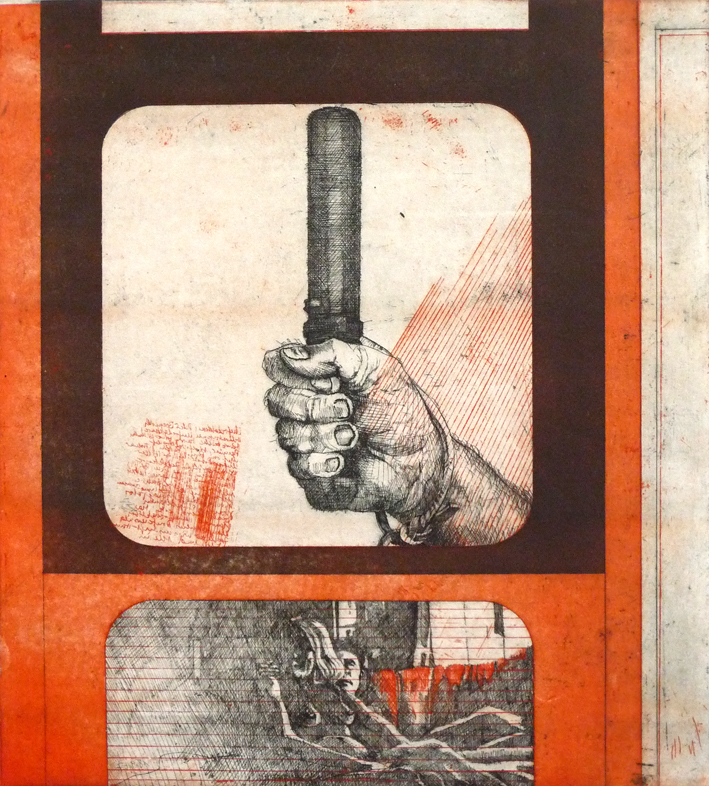
Peter Sorge, Heißer Sommer III, 1967

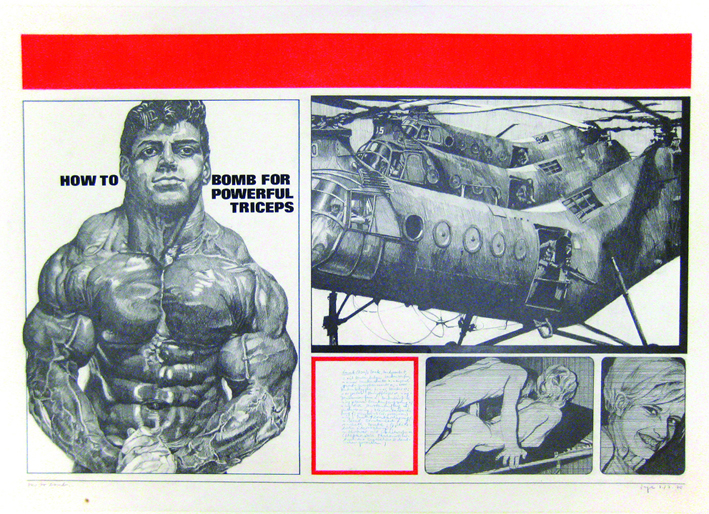
Peter Sorge, How to bomb, 1970

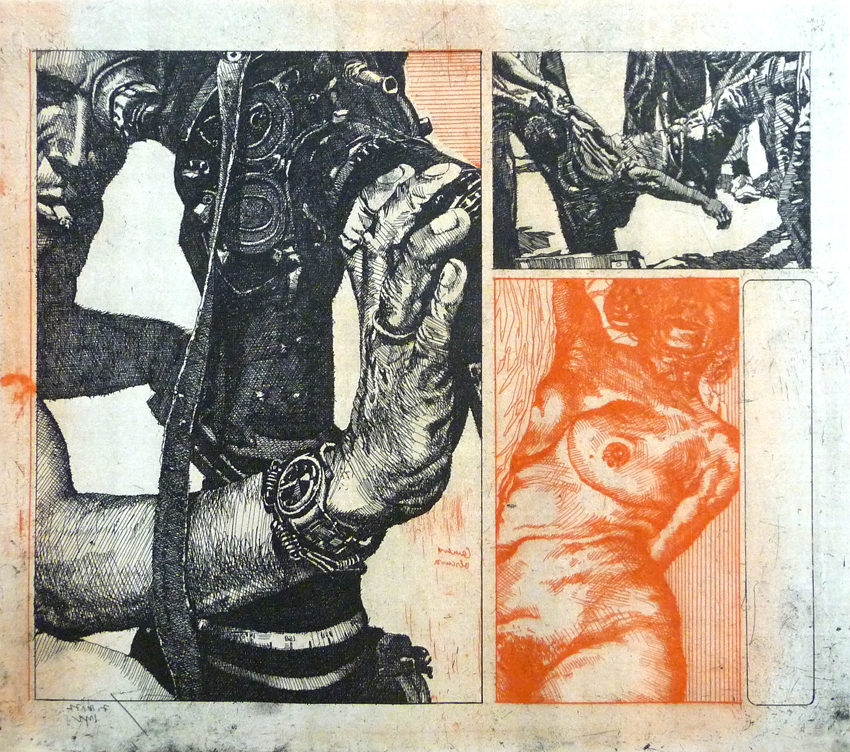
Peter Sorge, Camera Obscura, 1971

Peter Sorge, Die Spiele der Großen, 1972

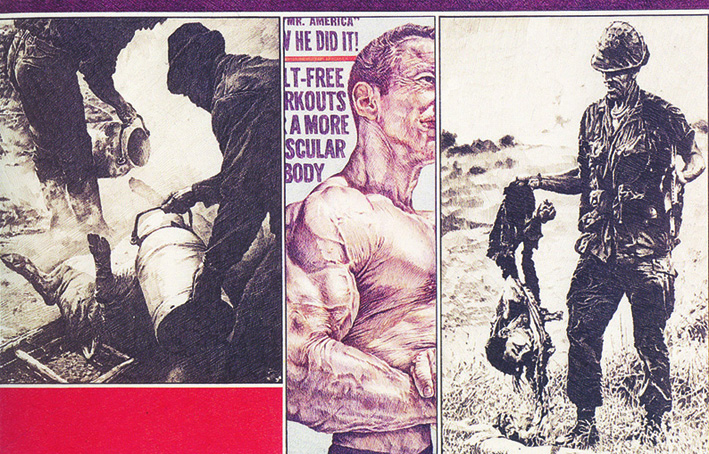
Peter Sorge, Mr. America, 1973

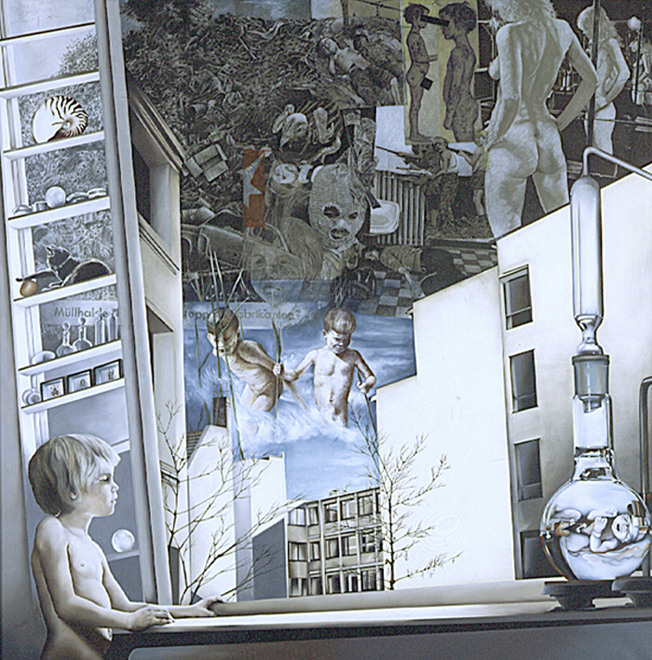
Maina-Miriam Munsky und Peter Sorge, Die Welt ist voll Licht, 1979

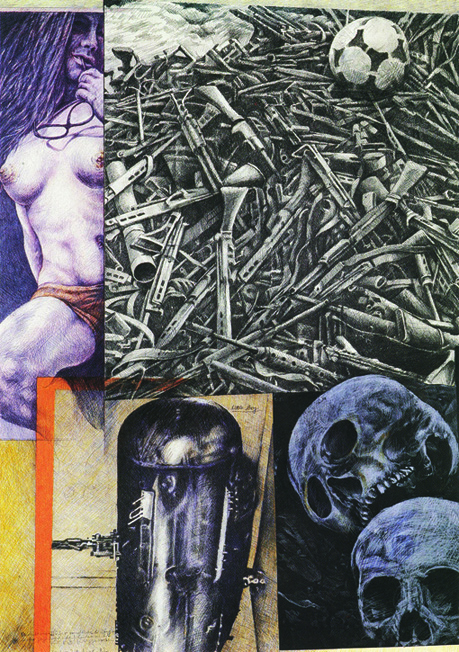
Peter Sorge, Variationen I, 1982

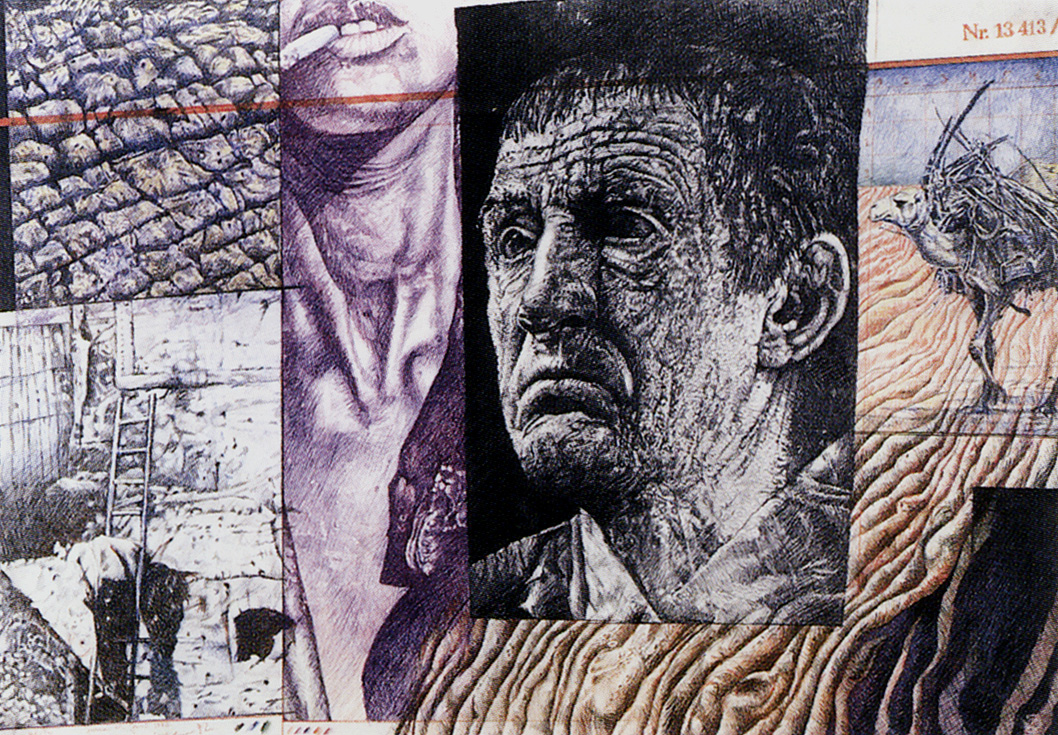
Peter Sorge, Häute, 1992

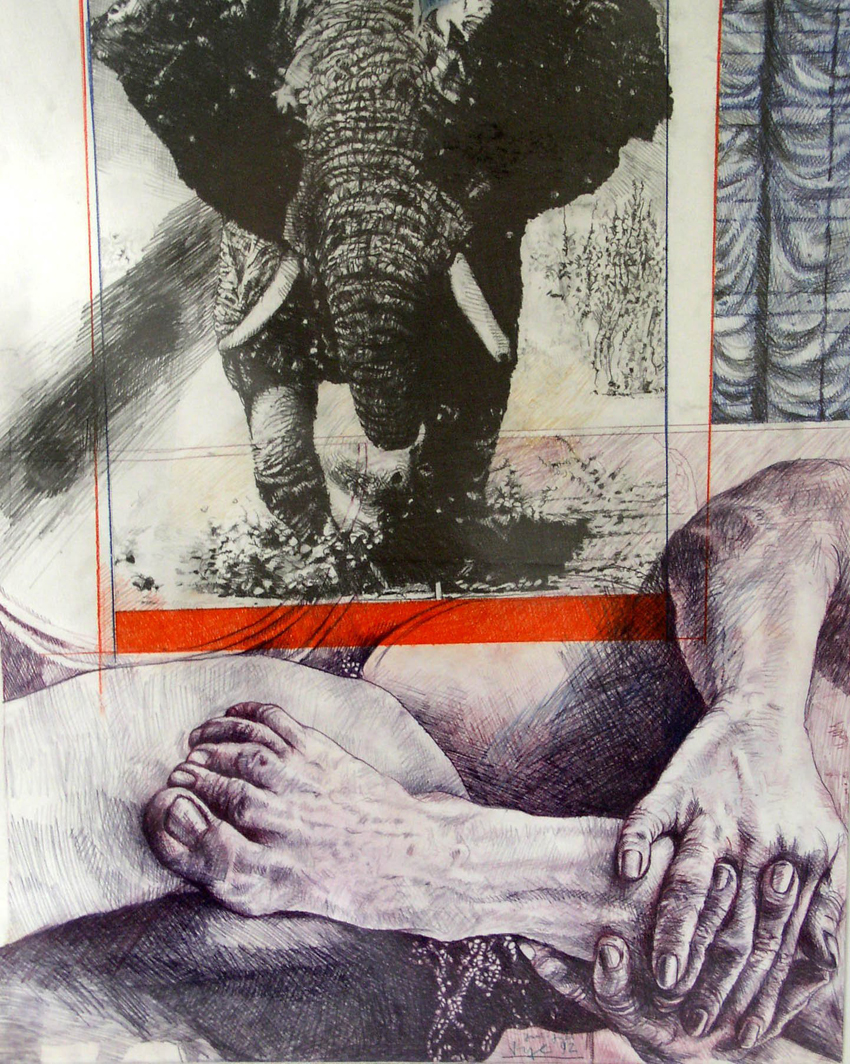
Peter Sorge, Elefantentraum, 1992

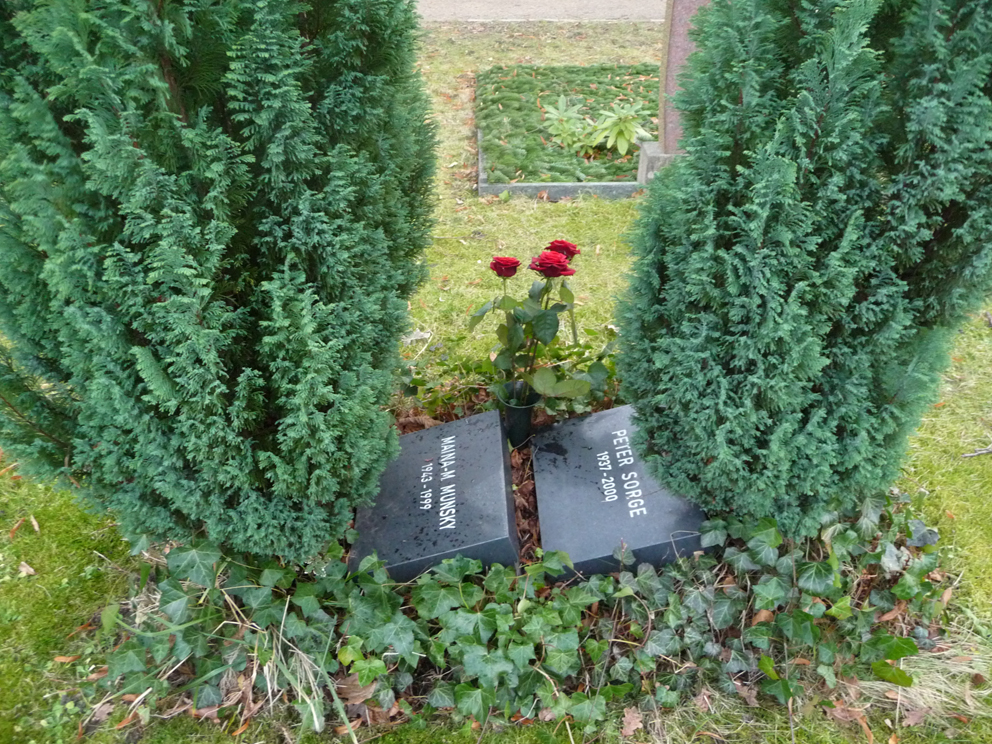
Grab von Maina-Miriam Munsky und Peter Sorge, Alter St.-Matthäus-Kirchhof Berlin

Peter Sorge (* 14. April 1937 in Berlin; † 17. Januar 2000 ebenda) war ein deutscher Maler, Zeichner und Graphiker des Neuen Realismus.

## Leben
Kriegsbedingt wuchs Peter Sorge in Neustrelitz in Mecklenburg-Vorpommern auf. Nach Kriegsende siedelte die Familie nach Dortmund um, wo Sorge 1958 sein Abitur machte. Von 1958 bis 1964 studierte er Kunstpädagogik an der Hochschule für Bildende Künste in Berlin bei Helmut Thoma, Mac Zimmermann und Fred Thieler.
1964 gehörte Sorge zu den Gründungsmitgliedern der Ausstellungsgemeinschaft Großgörschen 35, einer Produzentengalerie West-Berliner Künstler in einer Hinterhof-Fabriketage in Schöneberg. Die in der Großgörschengruppe vereinten Maler vertraten ein kritisches künstlerisches Programm, beeinflusst von der Kunstbewegung der Dresdner und Berliner Veristen der neunzehnhundertzwanziger Jahre. Zur Gruppe gehörten u. a. Markus Lüpertz, Karl Horst Hödicke, Ulrich Baehr, Hans Jürgen Diehl, Wolfgang Petrick, Bernd Koberling, Hans Jürgen Burgaller, Leiv Warren Donnan, Hans Georg Dornhege, Reinhard Lange und Lambert Maria Wintersberger. Nach vier Jahren führten Meinungsverschiedenheiten innerhalb der Gruppe zur Auflösung der Galerie. Die aus ihr hervorgehenden Künstler spalteten sich auf in Kritische Realisten und in expressive Maler.
1967 lernte Sorge die Malerin Maina-Miriam Munsky kennen, die er drei Jahre später heiratete. In West-Berlin bereits ein bekannter Zeichner und Grafiker, zählte er zu den wichtigsten Künstlerpersönlichkeiten der Stadt und wurde mittlerweile von der Galeristin Eva Poll ausgestellt, die die Nachfolge der aufgelösten Künstlergemeinschaft von Großgörschen antrat. Zahlreiche Museen kauften Sorges Werke an. Zu seinen Privatsammlern zählte u. a. der italienische Filmproduzent Carlo Ponti. 1968 erhielt Sorge in München den 2. Burda-Preis für Graphik und 1969, zusammen mit Gerd Winner, den Preis für Graphik der Stadt Wolfsburg. 1969 gehörte Sorge zu den Gründungsmitgliedern der zehn neun Kunst Produktions & Vertriebs Gesellschaft mbH. Ende der sechziger Jahre, auf der Höhe des Graphikbooms und des gesellschaftskritischen Engagements, das sich nicht zuletzt gegen den „ausbeuterischen Kunsthandel“ wendete, vertraten viele Künstler die Auffassung, man solle den Vertrieb der eigenen Werke selbst in die Hand nehmen. Die Künstlerkooperative, zu der auch Klaus Staeck, Peter Nagel oder Dieter Asmus zählten, bestand bis 1977. Im Dezember 1972 wurde Sorges und Munskys Sohn Daniel Ben geboren. Im selben Jahr gehörte Sorge zu den Gründungsmitgliedern der Gruppe Aspekt. Mitglieder der Gruppe waren Hermann Albert, Bettina von Arnim, Ulrich Baehr, Hans-Jürgen Diehl, Arwed D. Gorella, Wolfgang Petrick, Joachim Schmettau, Maina-Miriam Munsky und Klaus Vogelgesang.
Seit Anfang der siebziger Jahre war Peter Sorge Mitglied des Deutschen Künstlerbundes, an dessen Jahresausstellungen er zwischen 1967 und 1985 insgesamt siebzehnmal teilnahm. 1973 erhielt er den Auftrag für mehrere Zeichnungen zu Max Willutzkis Film Der lange Jammer. Von 1973 bis 1974 illustrierte Sorge Robert Crichtons Roman Die Camerons, der in deutscher Erstveröffentlichung als Serie im Stern Magazin erschien. Ab 1979 erhielt Sorge diverse Lehraufträge für Radiertechnik vom Berliner Senator für Schulwesen in der Lehrerfortbildung. Von 1980 bis 1982 hatte er eine Gastprofessur an der HBK Braunschweig. 1990 wurde er Mitglied im neu gegründeten Künstlersonderbund, der sich vom DKB abspaltete.
Im Oktober 1999 verstarb Maina-Miriam Munsky. Drei Monate später folgte ihr Peter Sorge im Januar 2000 im Alter von 62 Jahren. Wie Munsky verstarb auch er an den Spätfolgen seines Alkohol- und Nikotinkonsums. Das Gemeinschaftsgrab von Peter Sorge und Maina-Miriam Munsky befindet sich auf dem Alten St.-Matthäus-Kirchhof im Berliner Stadtteil Schöneberg.

## Kritischer Realismus
Die Werke Sorges sind dem Kritischen Realismus zuzuordnen. Eine Kunstrichtung, die u. a. auch von Hans Platschek, Wolfgang Petrick, Don Eddy, Hans-Jürgen Diehl, Hermann Albert, Jürgen Waller, Johannes Grützke, Maina-Miriam Munsky, Siegfried Neuenhausen, Rafael Canogar, Juan Genovés, Duane Hanson, Karl-Heinz Herrfurth und Erró vertreten wurde. Peter Sorge stellte in seinen Bildern, Zeichnungen und Lithografien mit der Präzision eines Fotoobjektivs durch Ausschnitt und Vergrößerung Gesehenes dar und pointierte in Fotomontagetechnik aggressiv Erlebtes. Seine Bildfolgen rahmte er mit Rechtecken, Farbbalken und Schriften. Auf diese Weise setzte Sorge Ausrufezeichen, ähnlich der Berichterstattung in Illustrierten. Der Künstler stellte ästhetische Lockung und Nachdenkliches in kritischer Realität gegeneinander, war Berichterstatter und Voyeur zugleich. Doch im Gegensatz zu den Fotorealisten reproduzierte Sorge das fotografische Vorbild nicht, sondern porträtierte es. Auf diese Weise kam, trotz aller emotionalen Verhaltenheit, eine Handschriftlichkeit zutage, die die scheinbare Objektivität der Vorlage in Frage stellte. In der zweiten Hälfte der siebziger Jahre rückten die trennenden Balken zwischen den Bildmotiven in den Hintergrund zugunsten von Motivüberschneidungen, Überlappungen und weicheren Übergängen.
Bekannte Arbeiten Sorges sind Igittigitt, 1971, Bleistift und Farbe, 69 × 98 cm; Blow up II, 1972, Bleistift und Farbe, 73 × 93,5 cm; Guten Appetit, 1971 Farbserigraphie in Schwarz und Rot auf glattem Karton, Auflage: 500 Exemplare, signiert, nummeriert und datiert, im Druck nochmals datiert, 57 × 36 auf 69 × 51 cm (vgl. Werkverzeichnis der Galerie Eva Poll: Z 75 (192)); Oh, what a kiss, 1969, zweifarbige Lithographie in Mittelrot und Schwarzgrün auf leichtem, weißen Karton, Auflage: 70 Exemplare; catch, 1967, zweifarbige Lithographie in Orangerot und Schwarz auf leichtem Karton, Auflage: 60 Exemplare, nummeriert und datiert, im Stein zusätzlich signiert und datiert, 40 × 30 cm auf 59,5 × 42 cm, verso mit dem blauen Editionshandstempel der edition tangente, Heidelberg (Werkverzeichnis Eva Poll: L 11); body, 1967, farbige Radierung und Aquatinta auf Vélin, Auflage: 100 Exemplare, signiert, nummeriert, datiert und betitelt, 23,1 × 22,7 cm auf 54,3 × 37,7 cm (Werkverzeichnis Eva Poll: R 27); Who are the brainpolice, 1968 s/w-Radierung auf Büttenkarton, Auflage: 100 Exemplare, signiert, nummeriert und datiert, 30 × 40 cm auf 38 × 64 cm, erschienen in der Mappe " Berlin Prospect '68 " (Werkverzeichnis Eva Poll: R 35); Klick II, 1973, s/w-Radierung auf grüner Tonplatte, Bütten, Auflage: 75 Exemplare, signiert, nummeriert und datiert, in der Platte zusätzlich signiert, datiert und betitelt; 35 × 40 cm auf 53,5 × 76 cm (Werkverzeichnis Eva Poll: R 88).

## Graphische Zyklen/Mappenwerke
- Heißer Sommer I-III, 1967/70, drei Farbradierungen auf Bütten, 1. Auflage. 1967: 20 Exemplare, é. a.; 2. Auflage. 1970: XV Exemplare, 5 é. a.
- Zitate zur Straßenverkehrsordnung, 1970, zehn Zeichnungen im Format ca. 30 × 40 cm, Vorlage zum gleichnamigen Buch, hrsg. vom Steintor Verlag, Burgdorf/Hannover Rolf Jüdes, Auflage: 500 Exemplare, 50 é. a.
- Geschichten oder Jungs und Mädels, 1971, Mappe mit sechs Farb- und Schwarzweiß-Radierungen, hrsg. von der Galerie Ostentor, Dortmund, Auflage: 50 Exemplare, XX
- Vorspiele, 1972, Mappe mit fünf Farb- und Schwarzweiß-Radierungen, hrsg. vom Rembrandt-Verlag, Berlin, Auflage: 75 Exemplare, 20 é. a.

## Besondere Werke
- 1969 James Bond-Oratorium (Akustisch-optische Meditation über die Lust & die Herrlichkeit zu töten. Komponist: W. D. Siebert), Akademie der Künste in Berlin

## Einzelausstellungen (Auswahl)
- 1965 Galerie für Graphikfreunde, Frankfurt
- 1965 Galerie Falazik, Bochum
- 1966 Galerie Tobies & Silex, Köln
- 1966 Peter Sorge, Großgörschen 35, Berlin
- 1967 Galerie Kettner, Kiel
- 1968 Sorge, Galerie Groh, Oldenburg
- 1968 Donnan • Sorge, Galerie D. und R. Rothe, Wolfsburg (mit Leiv Warren Donnan)
- 1968 Sorge, Galerie Ostentor, Dortmund
- 1968 Sorge, Galerie Poll, Berlin
- 1969 Galerie Schmücking, Braunschweig
- 1970 Galerie Poll, Berlin
- 1970 Munsky - Sorge, Galerie Siegmund Pörtner, Sennestadt (mit Maina-Miriam Munsky)
- 1970 Munsky - Sorge, Galerie Ostentor, Dortmund (mit Maina-Miriam Munsky)
- 1970 Munsky - Sorge, Ausstellungspavillon, Kiel (mit Maina-Miriam Munsky)
- 1970 Peter Sorge. Graphik 1963–1970, Mannheimer Kunstverein
- 1971 Kunsthistorisches Institut, Groningen
- 1971 Galerie de Tor, Amsterdam
- 1971 Sorge, Galerie Wendtorf & Swetec, Düsseldorf
- 1971 Kunstverein, Kassel
- 1971 Sorge. Grafik, Galerie Margareta Kafsack, Paderborn
- 1972 Zwei Berliner, Kreis Gelsenkirchener Kunstfreunde, Gelsenkirchen (mit Werner Berges)
- 1972 Peter Sorge bei Poll Berlin, Galerie Poll, Berlin
- 1974 Sorge - Munsky. Kunstgemeinde, Lüdenscheid (mit Maina-Miriam Munsky)
- 1974 Peter Sorge, Galerie Apex, Göttingen
- 1975 Drei Generationen, Kunsthalle Nürnberg (mit Christian Schad und Eberhard Schlotter)
- 1976 Galerie Poll, Berlin
- 1978 Goethe-Institut, Paris
- 1979 Kunstverein, Frechen
- 1979 Galerie Poll, Berlin
- 1979 Peter Sorge, Galerie Zöllner, Bremen
- 1980 Peter Sorge. Grafik, Galerie Arkade, Berlin/DDR
- 1980 Kunstverein, Ludwigshafen
- 1984 Galerie Apex, Göttingen
- 1985 Peter Sorge. Neue Zeichnungen, Galerie Poll, Berlin
- 1987 Galerie Gering-Kulenkampff, Frankfurt (mit Maina-Miriam Munsky)
- 1987 Peter Sorge. Bilder, Zeichnungen, Grafik, Staatliche Kunsthalle, Berlin
- 1987 Neuer Berliner Kunstverein, Berlin (mit Joachim Schmettau)
- 1997 Zum 60. Geburtstag, Kunststiftung Poll, Berlin
- 2001 Radierungen 1964–1997, Verein für Original-Radierung, München
- 2008 Aktualität als Rohstoff, Galerie Poll, Berlin
- 2014 Frühe Arbeiten, Kunststiftung Poll[11]
- 2018 Does Sex cause Cancer?, Galerie Poll, Berlin[12]

## Gruppenausstellungen (Auswahl)
- 1961–69 Junge Stadt sieht Junge Kunst, Stadt Wolfsburg; Große Münchner Kunstausstellung, Haus der Kunst, München
- 1962–69 Große Berliner Kunstausstellung, Messehallen, Berlin
- 1964 Lange, Petrick, Sorge, Spengler, Zeller, Großgörschen 35, Berlin
- 1965 Pop und Neuer Realismus, Pianohaus Kohl, Gelsenkirchen
- 1966 Berlin 66, Märkisches Museum, Witten
- 1966 Junge Berliner Künstler, Kunsthalle Basel
- 1967 Neuer Realismus, Haus am Waldsee, Berlin
- 1967 Kunstverein Braunschweig
- 1967 Neues Kunstzentrum, Hamburg
- 1967 Sezession Großgörschen 35, Galerie Junge Generation, Hamburg (mit Ulrich Baehr, Werner Berges, Hans-Jürgen Diehl, Wolfgang Petrick), Hamburg
- 1967 Künstler sehen sich selbst, Galerie Schmücking, Braunschweig
- 1967–85 Deutscher Künstlerbund
- 1968 Akt 68, Kunsthalle Recklinghausen
- 1968 Neue Sezession, Wien
- 1968 Berliner Graphik, Nürnberg
- 1968 Mensch und Welt, Wanderausstellung des Kunstvereins für die Rheinlande und Westfalen, Düsseldorf
- 1968 Gegenwart I, Wanderausstellung des Kunstvereins für die Rheinlande und Westfalen, Düsseldorf
- 1968 Signum 68, Örlinghausen
- 1968 Berlin-Kunst 68, Galerie 68, Hofheim
- 1968 Contemporary German Printmakers, Pratt Center, New York
- 1968 Retrospektive Großgörschen 35, Galerie des XX. Jahrhunderts, Berlin
- 1968 British International Biennale, Bradford, Großbritannien;
- 1969 Wechsel und Wiederkehr, Quadrum, Iserlohn
- 1969 10 × Kunst 69, Galerie Groh und Kaufhaus Horten, Oldenburg
- 1969 Berlin-Ausstellung, Kunstamt Charlottenburg, Budapest
- 1969 Wanderausstellung CSSR, Badischer Kunstverein
- 1971 Peter Sorge-Zitate zur Straßenverkehrsordnung, Karl Ernst Osthaus-Museum, Hagen
- 1972 Galerie im Hof (Gideon Schüler), Gießen
- 1972–74 Prinzip Realismus, Akademie der Künste, Berlin, Städtische Galerie Oberhausen, Kunstverein München, Kunstverein Freiburg, Kunstmuseum Göteborg, Kunsthalle Lund, Kunstverein Tromso, Bergen, Oslo, Amsterdam, Zürich, Athen, Rom, Mailand, Padua, Genua, Triest, Turin, Stockholm, Zagreb, Belgrad
- 1974 Kunst Querschnitt Kunst, Kunstverein Wolfsburg
- 1977 Aspekt Großstadt, Berlin, Frankfurt, München, Edinburgh, London
- 1977 Berlin now. Contemporary Art 1977, New School Art Center, New York
- 1978 Ugly Realism, Institute of Contemporary Arts, London
- 1979 Westberliner Realisten, Elefanten Press Galerie Berlin, Kunsthalle des Allunionsverbandes der Bildenden Künstler der UdSSR Moskau, Kunsthalle Rostock
- 1979 Kunst in Berlin von 1960 bis heute, Berlinische Galerie, Berlin
- 1982 Kunst für den Bund, Kunstmuseum, Bonn
- 1983 Großstadtdschungel, Kunstverein München
- 1983 Realistische Zeichnungen, Nationalgalerie, Berlin
- 1984 Huldigung an Max Beckmann, Galerie Poll, Berlin, Düren, Leipzig
- 1985 50 Jahre Karl Hofer Gesellschaft, Berlin
- 1986 Kunst in der Bundesrepublik Deutschland 1945–1985, Nationalgalerie, Berlin
- 1987 Ich und die Stadt, Berlinische Galerie, Berlin
- 1987 25. Jahresausstellung der Neuen Darmstädter Sezession, Darmstadt, Krakau
- 1990 Berliner KUNSTstücke, Museum der bildenden Künste, Leipzig
- 1993 1. Realismus Triennale - Künstlersonderbund in Deutschland, Martin-Gropius-Bau, Berlin
- 1998 Querschnitt 1968 vor und zurück, Galerie Poll, Berlin
- 2001 Radierungen 1964–1997, Verein für Original-Radierung, München
- 2002 Menschenbilder, Galerie Poll, Berlin
- 2002 Kunstkontor Hartmut Rampoldt, Berlin
- 2003 Paradoxe Mosaike. Kunst- und Bildgedächtnis der 1960er und 1970er Jahre, Galerie Poll, Berlin
- 2004 Zivilcourage. Kritischer Realismus, Politische Kunst der 60er und 70er Jahre, Märkisches Museum, Witten in Kooperation mit der Galerie Poll und der Kunststiftung Poll, Berlin
- 2008 Pop und die Folgen, Museum Ratingen
- 2009 Kunst und Öffentlichkeit, Neuer Berliner Kunstverein, Berlin
- 2009 ...aus Leidenschaft, Kunstverein Bad Salzdetfurth, Bodenburg
- 2011 Ein Blick in die Sammlung, Kunststiftung Poll, Berlin
- 2011 Fundstücke. Neuerwerbungen und alte Schätze, Galerie Poll, Berlin
- 2011 Deutsche Druckgrafik nach 1945, Galerie Geiger, Konstanz
- 2012 Aufbruch Realismus. Die neue Wirklichkeit im Bild nach ´68, Städtische Museen Heilbronn/Kunsthalle Vogelmann
- 2012 Ansichten XI: Die Frau in der Pop Art im Echo anderer Stilrichtungen, QuadrART, Dornbirn
- 2012 Zauberspiegel: Die Sammlung nach 1945, Kunsthalle Bremen
- 2014 Großgörschen 35. Aufbruch zur Kunststadt Berlin 1964, Haus am Kleistpark, Berlin
- 2014: Der Künstlersonderbund in Deutschland: Krieg und Frieden. Realismus der Gegenwart, Uferhallen, Berlin
- 2016: Einblick in die Sammlung. 30 Jahre Kunststiftung Poll, Berlin
- 2018: Flashes of the Future. Die Kunst der 68er oder die Macht der Ohnmächtigen, Ludwig Forum für Internationale Kunst, Aachen
- 2019–2020: Große Realistik. Große Abstraktion. Zeichnungen von Max Beckmann bis Gerhard Richter, Städel Museum, Frankfurt am Main

## Öffentliche Sammlungen mit Werken Sorges (unvollständig)
- Sammlung zeitgenössischer Kunst der Bundesrepublik Deutschland
- Berlinische Galerie, Berlin[13]
- Neue Nationalgalerie, Berlin
- Staatliche Museen Preußischer Kulturbesitz, Kupferstichkabinett, Berlin
- Investitionsbank (IBB), Berlin
- Neuer Berliner Kunstverein, Berlin[14]
- Kunststiftung Poll, Berlin[15]
- Landesamt für Gesundheit und Soziales (LAGeSo), Berlin
- Kunstamt Charlottenburg, Berlin
- Städelsches Kunstinstitut, Frankfurt am Main[16]
- Busch-Reisinger Museum, Cambridge (Massachusetts)[17]
- Kunstverein für die Rheinlande und Westfalen, Düsseldorf
- Kunstmuseum Bonn
- Kunsthalle Darmstadt
- Märkisches Museum, Witten
- Institut für Auslandsbeziehungen, Stuttgart
- Kunstmuseum Wolfsburg
- Niedersächsisches Landesmuseum Hannover
- Kunstmuseum Stuttgart
- Herzog Anton Ulrich-Museum, Braunschweig
- Ludwig Galerie Schloss Oberhausen
- Goethe-Institut, Brasilien
- Graphothek, Sydney
- Ulmer Museum
- Der Spiegel, Hamburg
- Playboy, München

## Monografien
- Peter Sorge. Werk-Verzeichnis der Graphik von 1963–1970. Mit Texten von Karl-Heinz Hartmann, Heinz Ohff, Eva und Lothar C. Poll. Galerie Eva, Berlin 1970, OCLC 74122644.
- Peter Sorge. Werkverzeichnis der Druckgraphik und Handzeichnungen 1963–1972. Mit Texten von Karl-Heinz Hartmann, Heinz Ohff, Eva und Lothar C. Poll. Galerie Poll, Berlin 1972, DNB 57645902X.
- Lothar C. Poll (Hrsg.): Peter Sorge. Werkverzeichnis der Radierungen, Lithografien und Handzeichnungen 1963–1979. Mit Texten von Karl-Heinz Hartmann, Heinz Ohff, Eberhard Roters, Katrin Sello, Sheldon Williams. Galerie Poll, Berlin 1979, ISBN 3-931759-08-3.
- Peter Sorge - Neue Zeichnungen. Katalog zur gleichnamigen Ausstellung in der Galerie Poll, Berlin, vom 4. Februar bis 2. März 1985. Mit Texten von Lucius Grisebach, Heinz Ohff und Peter Sorge. Galerie Poll, Berlin 1985, OCLC 256115308.
- Peter Sorge. Bilder, Zeichnungen, Grafik. Katalog zur gleichnamigen Ausstellung in der Staatlichen Kunsthalle, Berlin, vom 26. September bis 25. Oktober 1987. Mit Texten von Gabriele Horn, Eberhard Roters, Lucius Grisebach. Neuer Berliner Kunstverein und Staatliche Kunsthalle, Berlin 1987, OCLC 17757511.
- Lothar C. Poll, Jörg Probst (Hrsg.): Gall is sweet, my love. Pressefotografie und Kritischer Realismus. Mit einer Ergänzung des Werkverzeichnisses der Radierungen, und Handzeichnungen von Peter Sorge für die Jahre 1979–1998. Mit Texten von Lothar C. Poll, Lucius Grisebach, Bernhard Stumpfhaus, Annette Schemmel und Paul Huf, und Gesprächen von Jörg Probst mit Christiane Gehner und Astrid Proll. Kerber-Verlag, Berlin/Bielefeld 2003, ISBN 3-936646-48-1.
- Eva, Lothar C. Poll (Hrsg.): Aktualität als Rohstoff. Peter Sorge: Druckgrafik 1964–1997. Ian Colverson, Denis Masi: Berlin Suite 1971. Mit einem Text von Anja Keitel und Lothar C. Poll. Galerie Poll, Berlin 2008, ISBN 978-3-931759-26-1.
- Jan Schüler, Kunststiftung Poll, Berlin (Hrsg.): Maina-Miriam Munsky. Die Angst wegmalen. Bestandsverzeichnis der Gemälde und Zeichnungen 1964–1998. Mit einem Vorwort von Eva und Lothar C. Poll und Texten von Jan Schüler, Eckhart Gillen, Lucie Schauer, Heinz Ohff. Verlag Kettler, Bönen 2013, ISBN 978-3-86206-292-8, S. 12 ff.

## Sammelpublikationen (Auswahl)
- Große Realistik. Große Abstraktion. Zeichnungen von Max Beckmann bis Gerhard Richter. Katalog zur Ausstellung im Städel Museum, Kerber Verlag, Frankfurt am Main 2019, S. 295–299, ISBN 978-3-7356-0580-1.
- Großgörschen 35 Retrospektive 1964/65 Ein Jahr Großgörschen 35. C. G. Fahle Verlag, Münster 1965.
- Heinz Ohff: Pop und die Folgen. Droste Verlag, Düsseldorf 1968, S. 160.
- Peter Sager: Neue Formen des Realismus Kunst zwischen Illusion und Wirklichkeit. DuMont Buchverlag, Köln 1977, ISBN 3-7701-0656-3.
- Eberhard Roters: Aspekt Großstadt. Künstlerhaus Bethanien/Gruppe Aspekt, Berlin 1977.
- Eberhard Roters: Berlin. A Critical View. Ugly Realism 20s-70s. Institute of Contemporary Arts und Berliner Filmfestspiele GmbH, London/Berlin 1978.
- Sigrid Estrada, Lucie Schauer: Ein Monat Berlin. Alexander Baier-Presse, Mainz 1979, ohne Seitenangabe.
- Kunstverein Darmstadt: Deutsche Radierer der Gegenwart. Darmstadt 1982, ISBN 3-7610-8121-9, S. 158f.
- Paolo Bianchi: Künstlerpaare. Munsky & Sorge. In: Kunstforum international. Band 106, März/April 1990, Köln 1990, S. 218, 219, Abb. S. 218.
- Michael Nungesser: Politischer Realismus. Konsumgesellschaft am Pranger. In: Aufbruch Realismus. Die neue Wirklichkeit im Bild nach ´68. Städtische Museen Heilbronn/Kerber Verlag, Bielefeld 2012, S. 127, 129–130, ISBN 978-3-86678-686-8.
- Eckhart J. Gillen (Hrsg.): Großgörschen 35. Aufbruch zur Kunststadt Berlin 1964. Ausstellungskatalog mit Texten von Barbara Esch Marowski, Lothar C. Poll, Eckhard J. Gillen. Haus am Kleistpark in Kooperation mit der Kunststiftung Poll, Berlin 2014.

## Zeitungs- und Zeitschriftenartikel (Auswahl)
- Peter-Hans Göpfert: Der Abend besucht Maler- und Bildhauer-Ehepaare in Berlin (II). Mal was ganz Ordinäres. Porno und Geburten: Morgens um drei bei Sorge und Munsky. In: Der Abend. 7. Juni 1973.
- Heidi Dürr: "zehn neun" am Ende. In: Die Zeit. Nr. 17, 22. April 1977.
- Rudolf Kober: Ich will Widersprüche aufzeigen. Zum Schaffen des Grafikers Peter Sorge. In: Bildende Kunst, Berlin, 6/1985, S. 274–277
- Frank Nicolaus: Zuspruch und Kritik in Rufweite wissen. Art-Serie Künstlerpaare. Peter Sorge und Maina-Miriam Munsky. In: art – Das Kunstmagazin. Nr. 9/September 1986, S. 76–85.
- kai: Ikonen der Ohnmacht in klinischem Raum. Die Werke von Maina-Miriam Munsky und Peter Sorge in der Galerie Gering-Kulenkampff. In: Frankfurter Rundschau. 9. April 1987.
- Birgit Sonna: Das Laboratorium. Großgörschen 35. In: art – Das Kunstmagazin. Juni 2014, S. 112–113.